# Lankascincus taylori
Lankascincus taylori är en ödleart som beskrevs av  Allen E. Greer 1991. Lankascincus taylori ingår i släktet Lankascincus och familjen skinkar.
Artens utbredningsområde är Sri Lanka. Inga underarter finns listade i Catalogue of Life.